# The Aries Computer
The Aries Computer  è un film di fantascienza statunitense del 1972 in fase di progettazione, che non è stato completato. Il film è stato progettato come parte di una serie di film che trattano ciascuno di un segno zodiacale.
Cast: Stephanie Beacham, Andrew Keir e Vincent Price.

## Trama
Ambientato nell'anno 2013, è incentrato sul tema della sovrappopolazione umana che ha raggiunto i dieci miliardi di individui. In questa situazione un supercomputer denominato "Aries" prende il sopravvento come unica forma di intelligenza in grado di permettere la sopravvivenza del genere umano.

## Produzione
Il film fu prodotto dalla Gold Key Entertainment.

## Distribuzione
Il film risulta distribuito negli Stati Uniti nel 1972 dalla Gold Key Entertainment.